# Prêmio Jabuti
O Prêmio Jabuti é o mais tradicional prêmio literário do Brasil, concedido pela Câmara Brasileira do Livro (CBL). Criado em 1959, foi idealizado por Edgard Cavalheiro quando presidia a CBL, com o interesse de premiar autores, editores, ilustradores, gráficos e livreiros que mais se destacassem a cada ano.
Em 1959, constavam apenas sete categorias: Literatura, Capa, Ilustração, Editor do Ano, Gráfico do Ano, Livreiro do Ano e Personalidade Literária. Mais tarde, o prêmio incorporou outras categorias que envolvem a criação e a produção de um livro, tais como: Adaptação, Projeto Gráfico e Tradução; além das categorias tradicionais como Romance, Contos e Crônicas, Poesia, Infantil, Juvenil, Reportagem e Biografia. Em 1991, criou-se a categoria Livro do Ano de Ficção, e em 1993, foi a vez do Livro do Ano de Não Ficção. A partir de 2017, o Prêmio Jabuti passou a contemplar duas novas categorias: Histórias em Quadrinhos e Livro Brasileiro Publicado no Exterior.
Em 2018, o Prêmio Jabuti passou por uma alteração em seu formato, com as então 29 categorias sendo reduzidas para 18, distribuídas em quatro eixos. Além disso, também alterou a categoria "Livro do Ano" (que até então premiava dois livros, um de ficção e um de não ficção), passando a premiar apenas um livro, independente do gênero.
O Livro do Ano será atribuído a uma única obra, seja de Ficção ou Não Ficção. O autor receberá um troféu Jabuti especial e o valor bruto de R$ 100.000,00 (cem mil reais). A editora da obra receberá uma estatueta especial (2019).

## Eixos e categorias (edição de 2024)
O ano entre parênteses refere-se ao ano em que a categoria foi premiada pela primeira vez. Em muitos casos, as categorias podem ter "pulado" uma ou mais edições.
| Literatura                       | Não Ficção                    | Produção Editorial     | Inovação                                      |
| -------------------------------- | ----------------------------- | ---------------------- | --------------------------------------------- |
| Conto (1997)                     | Artes (2011)                  | Capa (1960)            | Escritor Estreante - Poesia (2024)            |
| Crônica (2018)                   | Biografia e Reportagem (2019) | Ilustração (1959)      | Escritor Estreante - Romance (2023)           |
| Histórias em Quadrinhos (2017)   | Economia Criativa (2018)      | Projeto Gráfico (2007) | Fomento à Leitura (2018)                      |
| Infantil (1959)                  | Educação (2011)               | Tradução (1962)        | Livro Brasileiro Publicado no Exterior (2017) |
| Juvenil (1959)                   | Negócios (2024)               |                        |                                               |
| Poesia (1959)                    | Saúde e Bem-Estar (2024)      |                        |                                               |
| Romance Literário (1959)         |                               |                        |                                               |
| Romance de Entretenimento (2020) |                               |                        |                                               |
| Livro do Ano (1991)              |                               |                        |                                               |

### Categorias extintas
Os anos entre parênteses referem-se ao ano em que a categoria foi premiada pela primeira e pela última vez. Em muitos casos, as categorias podem ter "pulado" uma ou mais edições entre a primeira e a última.
- Contos / Crônicas / Novelas (1959–1996)
- Estudos Literários (Ensaios) (1959–1996)
- História Literária (1959–1964)
- Literatura Adulta (autor revelação) (1962–1994)
- Biografia e/ou Memórias (1963–1986)
- Ciências Exatas (1964 - 2001)
- Ciências Humanas (1964–2023)[nota 8]
- Ciências Naturais (1964–1994)
- Crítica e/ou Noticiário Literário (Jornais) (1965–1988)
- Teatro (1965)
- Melhor Produção Editorial Obra Avulsa (1973)
- Produção editorial (Obra Coleção) (1974–1993)
- Produção editorial (Obra Avulsa) (1976–1994)
- Ciências (Tecnologia) (1978–1989)
- Livro de Arte (1978–1986)
- Tradução de obra científica (1978–1986)
- Crítica e/ou Noticiário Literário (Revista) (1980–1986)
- Crítica e/ou Noticiário Literário (Rádio) (1981–1985)
- Produção editorial (1987–2002)
- Produção Editorial Infantil (1987)
- Produção Editorial Infantil e/ou Juvenil (1988–1993)
- Amigo do Livro (1993–2001)
- Economia, Administração e Negócios (1993–1996)
- Infantil e Juvenil (1993–2004; 2018)
- Produção Editorial Livro Texto (1993–1995)
- Reportagem (1993–2014)
- Ciências Exatas e Tecnologia (1994–1995)
- Didático de Ensino Fundamental e Médio (1994–2003)
- Autor Revelação de Livro Infantil ou Juvenil (1995)
- Ciências Naturais e Medicina (1995–1998)
- Ciências Exatas, Tecnologia e Informática (1996–2014)
- Ilustração de Livro Infantil ou Juvenil (1996–2017)
- Economia, Administração, Negócios e Direito (1997–2004)
- Ensaio (1997)
- Contos e Crônicas (1998–2017)
- Ensaio e Biografia (1998–2001)
- Autor Revelação (1999–2001)
- Ciências Naturais e Ciências da Saúde (1999–2010)
- Ciências Humanas e Educação (2000)
- Religião (2000–2001)
- Ilustração Infantil (2001)
- Educação e Psicologia (2002–2003)
- Poesia - Especial (2002)
- Reportagem e Biografia (2002–2005)
- Teoria Literária e Linguística (2002–2003)
- Projeto/Produção editorial (2003–2006)
- Arquitetura e Urbanismo, Comunicação e Artes (2004–2005)
- Didático e Paradidático (2004–2017)
- Educação, Psicologia e Psicanálise (2004–2010)
- Teoria/Crítica Literária (2004–2014)
- Ciências Exatas, Tecnologia, Informática, Economia, Administração, Negócios e Direito (2005)
- Arquitetura e Urbanismo, Fotografia, Comunicação e Artes (2006–2010)
- Biografia (2006–2018)
- Economia, Administração, Negócios e Direito (2006)
- Direito (2007–2017)
- Economia, Administração e Negócios (2007–2014)
- Tradução de obra literária Francês-Português (2009)
- Tradução de obra literária Espanhol-Português (2010)
- Arquitetura e Urbanismo (2011–2014)
- Ciências da Saúde (2011–2017)
- Ciências Exatas (2011–2012)
- Ciências Naturais (2011–2014)
- Comunicação (2011–2017)
- Fotografia (2011–2012)
- Gastronomia (2011–2017)
- Psicologia e Psicanálise (2011–2014)
- Tecnologia e Informática (2011–2012)
- Turismo e Hotelaria (2011–2012)
- Artes e Fotografia (2013–2014)
- Tradução de Obra de Ficção Alemão-Português (2013)
- Tradução de Obra Literária Inglês-Português (2014)
- Adaptação (2015–2017)
- Arquitetura, Urbanismo, Artes e Fotografia (2015–2017)
- Ciências da Natureza, Meio Ambiente e Matemática (2015–2017)
- Economia, Administração, Negócios, Turismo, Hotelaria e Lazer (2015–2017)
- Educação e Pedagogia (2015–2017)
- Engenharias, Tecnologias e Informática (2015–2017)
- Infantil Digital (2015–2017)
- Psicologia, Psicanálise e Comportamento (2015–2017)
- Reportagem e Documentário (2015–2017)
- Teoria/Círitca Literária, Dicionários e Gramáticas (2015–2017)
- Ciências (2018–2023)[nota 9]
- Humanidades (2018–2019)
- Impressão (2018–2019)
- Ciências Sociais (2020–2023)[nota 10]

## Polêmica na premiação
Em 2010, o Grupo Editorial Record deixou o prêmio por não concordar com os critérios de avaliação das publicações e concessão dos prêmios. O presidente do grupo, Sergio Machado, disse que "não compactua com uma comédia de erros", e que o "Jabuti virou um concurso de beleza, com critérios de programas como os de Faustão e Silvio Santos" e "pautado por critérios políticos, sejam da grande política nacional, sejam da pequena política do setor livreiro-editorial".
Se Eu Fechar os Olhos Agora, de Edney Silvestre, editado pela Record, recebeu o Prêmio Jabuti de melhor romance em 2010, sendo que Leite Derramado, de Chico Buarque, editado pela Companhia das Letras, foi o segundo colocado na categoria. Os três primeiros colocados de cada categoria concorriam ao mesmo prêmio como Livro do Ano e nessa escolha Leite Derramado foi o vencedor. Na primeira fase, a escolha era feita por especialistas, enquanto na segunda havia uma quantidade maior de votantes e muitos empresários do setor. A premiação de Leite Derramado gerou, assim, muitos protestos, inclusive uma petição online intitulada "Chico, devolve o Jabuti!". A editora Record anunciou que deixaria de participar da premiação, alegando que na escolha de Livro do Ano personagens midiáticas tendem a ser favorecidas e possivelmente muitos votantes nem tenham lido os livros, além do que o regulamento seria desrespeitoso com os autores e com o júri especializado.
Outro livro de Chico Buarque já havia vencido o Livro do Ano sem ter sido escolhido o melhor romance: Budapeste, em 2004, foi escolhido o Livro do Ano, mesmo tendo obtido a terceira colocação na categoria Melhor Romance, categoria vencida por Mongólia, de Bernardo Carvalho. Em 2008, novamente o Livro do Ano foi dado a uma obra que não venceu em sua categoria: o prêmio final foi para O Menino que Vendia Palavras, de Ignácio de Loyola Brandão, segundo colocado na categoria infantil, vencida por Sei Por Ouvir Dizer, de Bartolomeu Campos de Queirós.
Após a polêmica, a Câmara Brasileira do Livro anunciou mudanças na edição do prêmio para 2011, passando a concorrer ao prêmio de Livro do Ano apenas os vencedores de cada categoria.
O prêmio não possuía categoria específica para histórias em quadrinhos, o que costumava ser alvo de críticas de especialistas da área, porém, as HQs podiam ser selecionadas nas categorias ilustração, capa, didático e paradidático e adaptação (para quadrinizações). Em 2017, a premiação anunciou que seria criada uma categoria para HQs.